# Fiľakovská brázda
Fiľakovská brázda je geomorfologický podcelek Cerové vrchoviny.

## Polohopis
Podcelek zabírá pás území v povodí říčky Belina, západně od centrální části pohoří. Ze severu ho ohraničují Novohradské terasy Lučenecké kotliny, zbylá část sousedí už jen s podcelky Cerové vrchoviny. Na západě leží Mučínska vrchovina, na jihu a jihovýchodě navazuje Hajnáčská vrchovina a východním směrem pokračuje Bučenská vrchovina.

## Chráněná území
V jihovýchodní části podcelek zasahuje do CHKO Cerová vrchovina.

## Doprava
Údolím Beliny vedou důležité komunikace: silnice I/71 z Lučence do Salgótarjánu, stejným směrem vede i železniční trať Fiľakovo - Somoskőújfalu.